# Rumjana Żelewa
Rumjana Rusewa Żelewa, bułg. Румяна Желева (ur. 18 kwietnia 1969 w Nowej Zagorze) – bułgarska socjolog, pedagog i polityk, członkini partii GERB, posłanka do Parlamentu Europejskiego (2007–2009), minister spraw zagranicznych w rządzie Bojka Borisowa (2009–2010).

## Życiorys
W 1994 ukończyła studia pedagogiczne w Uniwersytecie im. św. Klemensa z Ochrydy w Sofii, specjalizowała się w pedagogice społecznej. Dziewięć lat później obroniła pracę doktorską z zakresu socjologii w Uniwersytecie Ottona von Guerickego w Magdeburgu. Opublikowała szereg prac naukowych z zakresu socjologii. Od 2005 pracowała w Instytucie Socjologii przy Bułgarskiej Akademii Nauk, wykładając jednocześnie socjologię w stołecznym uniwersytecie. W 2007 prowadziła wykłady z dziedziny europeistyki w Uniwersytecie w Magdeburgu jako profesor wizytujący.
W maju 2007 została wybrana do Parlamentu Europejskiego z listy Obywateli na rzecz Europejskiego Rozwoju Bułgarii (GERB). W 2009 z powodzeniem ubiegała się o reelekcję. Mandat złożyła po kilkunastu dniach od rozpoczęcia VII kadencji. Po zwycięstwie partii GERB w wyborach parlamentarnych w lipcu tego samego roku lider ugrupowania Bojko Borisow zaproponował jej tekę ministra spraw zagranicznych w swoim nowym rządzie.

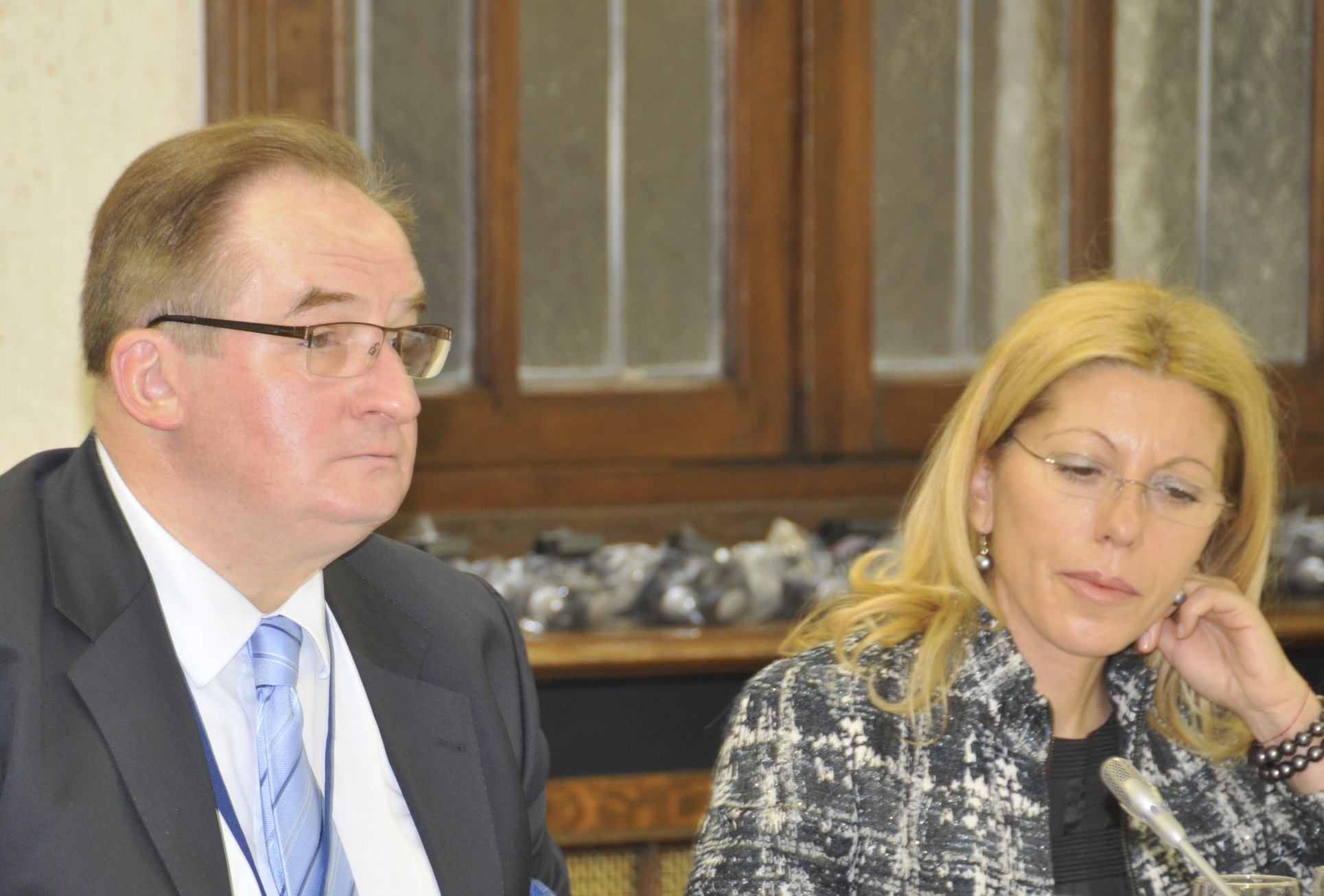
Rumjana Żelewa i Jacek Saryusz-Wolski

Trzy miesiące po wejściu do rządu otrzymała nominację swojego ugrupowania na bułgarskiego komisarza Unii Europejskiej ds. energii. Jednak w opinii wielu komentatorów Bułgaria nie miała żadnych szans na otrzymanie tego resortu w KE. 25 listopada 2009 José Barroso ujawnił, że zaproponuje Rumjanę Żelewą na stanowisko komisarza ds. rozwoju i pomocy humanitarnej.
Kilka dni przed jej przesłuchaniem przez Komisją Rozwoju Parlamentu Europejskiego bułgarska prasa ujawniła, że w 2007 jako europosłanka nie pozbyła się udziałów w firmie „Global Consult”. Przeciwnicy polityczni, a także wielu europosłów (m.in. Holenderka Judith Sargentini) zarzuciło jej konflikt interesów. Kandydatka broniła się, twierdząc, że właścicielem firmy był jej mąż Krasimir Żelew, a ona sama nie miała z nią nic wspólnego. Ostatecznie Komisja Europejska nie rekomendowała Rumjuany Żelewej na stanowisko komisarza, przesuwając decyzję o 24 godziny. 19 stycznia wystosowała oświadczenie, w którym zrezygnowała z ubiegania się o stanowisko komisarza oraz złożyła dymisję z funkcji ministra, deklarując wycofanie się z aktywności politycznej.